# Wilhelm Holm
Wilhelm Holm (* 12. Juni 1873 in Starsow; † nach 1920) war ein deutscher Büdner und Politiker der SPD.

## Leben
Im März 1920 kam Holm als Nachrücker für August Brentführer in den ersten ordentlichen Landtag von Mecklenburg-Strelitz. Im September 1920 gelangte er ebenfalls als Nachrücker auch in den zweiten ordentlichen Landtag, dieses Mal für Kurt Freiherr von Reibnitz, nachdem dieser zum Ministerpräsidenten ernannt worden war.